# Daniel Sproule
Pour les articles homonymes, voir Sproule.
Daniel Sproule, né le 25 janvier 1974 à Melbourne, est un joueur australien de hockey sur gazon.

## Palmarès
- Médaille de bronze aux Jeux olympiques d'Atlanta en 1996
- Médaille de bronze aux Jeux olympiques de Sydney en 2000[1]